# Microplinthus minor
Microplinthus minor – gatunek chrząszcza z rodziny ryjkowcowatych i podrodziny Molytinae.
Gatunek ten opisany został w 1987 roku przez Władimira W. Żerichina jako Leptanchonus major, na podstawie samicy odłowionej w 1980.. W 2003 roku Massimo Meregalli przeniósł go do rodzaju Microplinthus, a w 2004 dokonał jego redeskrypcji.
Chrząszcz o ciele długości 3,09 mm (bez ryjka), ubarwionym czerwono z jaśniejszym ryjkiem i odnóżami, bardzo skąpo oszczecinionym. Ryjek tęgi, zakrzywiony, o nasadzie płytko punktowanej, błyszczącej i w widoku bocznym pogrubionej. Krótkie czułki mają pogrubione u wierzchołka trzonki. Przedplecze prawie kwadratowe, okrągło punktowane, u nasady nie węższe od pokryw. Pokrywy o delikatnie i bardzo regularnie zakrzywionych bokach i prawie płaskich międzyrzędach pozbawionych guzków. Odnóża o grubo punktowanych udach opatrzonych małym, trójkątnym ząbkiem, rozszerzonych wierzchołkowo goleniach i pazurkach pozbawionych ząbków.
Jedyny znany okaz pochodzi z doliny Gitang Khola w nepalskim dystrykcie Ilam, położonej na wysokościach 2550 m n.p.m.